# إيغور دوبروفولسكي
إيغور إفانوفيتش دوبروفولسكي، من مواليد 27 أغسطس 1967 في روزديلنيانسكي رايون في أوديسا أبلاست، لاعب كرة قدم سوفيتي، وروسي.
بدأ مسيرته الكروية مع نادي نيسترو تشينسيناو في موسم 1984/1985، ولعب مع نادي دينامو موسكو في عام 1986 وحتى عام 1990، ولعب مع نادي سيرفيتي ونادي جنوى في موسم 1992/1993، وفي موسم 1993/1994 عاد إلى دينامو موسكو، وفي عام 1996 انتقل إلى نادي دوسلدورف الألماني، ولعب معهم حتى عام 1999، وفي عمر ال38 سنة يلعب مع نادي تيليغول تيراسبول ويدربه.
و قد لعب مع منتخب الاتحاد السوفيتي لكرة القدم ومنتخب اتحاد الدول المستقلة لكرة القدم ومنتخب روسيا لكرة القدم.

## روابط خارجية
- إيغور دوبروفولسكي على موقع الاتحاد الدولي (مؤرشف)  (الإنجليزية)
- إيغور دوبروفولسكي على موقع الاتحاد الأوربي (الإنجليزية)
- إيغور دوبروفولسكي على موقع قاعدة بيانات كرة القدم.إي يو (الإنجليزية)
- إيغور دوبروفولسكي على موقع ناشيونال فوتبول تيمز (الإنجليزية)
- إيغور دوبروفولسكي على موقع عالم كرة القدم.نت (الإنجليزية)
- إيغور دوبروفولسكي على موقع كووورة
- إيغور دوبروفولسكي على موقع اللجنة الأولمبية الدولية (الإنجليزية)
- إيغور دوبروفولسكي على موقع أوليمبيديا (الإنجليزية)